# Fibrill
Fibriller är elektronmikroskopiskt små trådliknande strukturer, fibrer, som förekommer i och runt celler. Deras diameter varierar vanligtvis mellan 10 och 100 nanometer. En del fibriller består av proteiner, andra av polysackarider.

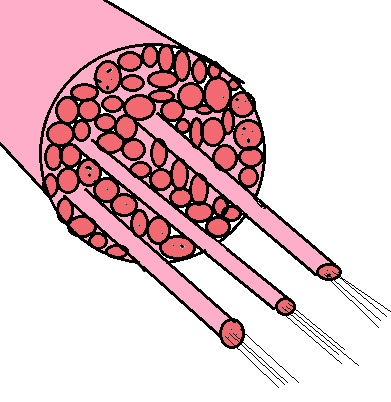
Här är en bild på hur en muskelfiber kan se ut.

Muskelfibrer består av flera små fibriller.
Fibrill är en så kallad "fin fiber". Det finns olika varianter av fibriller.

## Myofibriller
Myofibriller är mycket små cylinderformade organeller som utgör en viktig beståndsdel av muskelfibrer. Myofibriller är i sin tur uppbyggda av en ännu mindre enhet: sarkomerer. Dessa sarkomerer består av fyra olika filament: Myosin, aktin, tropomyosin och troponin.

## Neurofilament
Neurofilament är det 10 nanometer intermediära filament som man kan hitta i nervceller.

## Cytoplasmiska fibriller
Cytoplasmiska fibriller hittas i de protoplasmiska cylindrarna i de flesta spiroketer. Man har inte hittat vad de har för funktion. 

## Övrigt
Polysackariden cellulosa formar kabelliknande strängar, så kallade fibriller, i de tuffa väggar som omger växtcellen.